# Heppiaceae
Heppiaceae is een botanische naam voor een familie van korstmossen behorend tot de orde Lecanorales. 
De familie bestond uit de volgende geslachten:
- Corynecystis
- Epiphloea
- Heppia
- Pseudoheppia
- Solorinaria

Deze geslachten zijn later overgeheveld naar de familie Lichinaceae in de orde Lichinales.